# Perumkulam
Perumkulam är en ort i Indien.   Den ligger i distriktet Thiruvananthapuram och delstaten Kerala, i den södra delen av landet, 2 200 km söder om huvudstaden New Delhi. Perumkulam ligger 85 meter över havet och antalet invånare är 19 074.
Terrängen runt Perumkulam är platt. Runt Perumkulam är det mycket tätbefolkat, med 1 313 invånare per kvadratkilometer. Närmaste större samhälle är Thiruvananthapuram, 14,6 km väster om Perumkulam. I omgivningarna runt Perumkulam växer i huvudsak städsegrön lövskog.